# Oskar Kurpat
Oskar Kurpat (* 23. März 1894 in Dresden; † 12. März 1970 ebenda) war ein deutscher Journalist. Er war Chefredakteur der Illustrierten „Zeit im Bild“.

## Leben
Kurpat, Zeichner und Retuscheur wurde 1912 Mitglied der  Sozialdemokratischen Partei Deutschlands. Er war einer der aktivsten Gewerkschaftsfunktionäre und Stadtrat in Dresden. Die Faschisten warfen Kurpat mehrmals in den Kerker.
Nach 1945 war er neben Otto Buchwitz maßgeblich an der Gründung der Sozialistischen Einheitspartei Deutschlands in Sachsen beteiligt. Ab Januar 1946 baute er mit Hans Schrecker von der KPD die Redaktion der illustrierten Zeitschrift „Zeit im Bild“ in Dresden auf, war paritätischer Chefredakteur. Im April 1946 war er mit Hans Schrecker Delegierter des Vereinigungsparteitages in Berlin.
Er war später Vorsitzender der Ortsgruppe Chemnitz der Deutsch-Polnischen Gesellschaft für Frieden und gute Nachbarschaft und anschließend bis 1956 Sekretär der Gesellschaft für kulturelle Verbindungen mit dem Ausland in Berlin. Nach einer Tätigkeit als Mitarbeiter der Staatlichen Kunstsammlungen Dresden lebte er zuletzt als Veteran in Dresden. Kurpat starb kurz vor Vollendung des 76. Lebensjahres.

## Auszeichnungen
- 1958 Fritz-Heckert-Medaille
- 1960 Vaterländischer Verdienstorden in Bronze und 1969 in Silber